# Equador (livro)
Equador é o título do primeiro romance do escritor e jornalista português Miguel Sousa Tavares, publicado em 2003 pela editora Oficina do Livro. Em 2005 foi lançada uma edição ilustrada. Foi reeditado em 2013 pela editora Clube do Autor.
A obra está traduzida em mais de 10 línguas e já vendeu mais de 400 mil exemplares. A obra também teve sucesso em Itália, França, Países Baixos, Sérvia e outros países. 

## Título
"Gosto de títulos curtos e achei que a sua ambiguidade tinha graça, daí que já antes de começar a escrever tivesse o título. Todas as traduções o utilizaram à exceção dos alemães, que o adaptaram para No Equador, e dos espanhóis que o mudaram de forma idiota para El Governador porque, diziam, no país o associavam aos muitos emigrantes do Equador.»" (MST em Diário de Notícias )

## Revisões
O Equador foi muito revisto mas justificava-se pois era o primeiro romance do autor. Na segunda edição foram corrigidos muitos erros. "Quando terminei o Equador, nem queria ouvir falar dele. Só queria desaparecer. A custo arrastaram-me para uma revisão do livro, enquanto agora fiz cinco revisões, duas das quais sozinho." a propósito do livro seguinte (Rio das Flores)

## Prémios
O livro conquistou em Itália o prémio literário Grinzane Cavour 2006. 

## Resumo da obra
Quando, em Dezembro de 1905, Luís Bernardo é chamado por El-Rei D. Carlos I a Vila Viçosa, não imaginava o que o futuro lhe reservaria. Não sabia que teria de trocar a sua vida despreocupada na sociedade cosmopolita de Lisboa por uma missão tão patriótica quanto arriscada na distante ilha de São Tomé. Não esperava que o cargo de governador e a defesa da dignidade dos trabalhadores das roças o lançassem numa rede de conflitos de interesses com a metrópole e não contava que a descoberta do amor lhe viesse a mudar a vida. O protagonista conhece o amor, quando está em São Tomé, como governador.
O anterior governador português de São Tomé era uma pessoa bem vista pelos donos das roças, pois pactuava com o monopólio e o uso da escravidão como força laboral, de modo ter os maiores rendimentos a preços mais baixos.
Isto merecia a atenção dos ingleses, que também tendo companhias que estavam no mercado do cacau e do café que sendo de qualidade um pouco inferior tinha a desvantagem de ser obtido com mão de obra paga o que aumentava o seu preço fazendo com que a venda destes mesmos produtos disponibilizados por Portugal fosse mais elevada. De modo a verificar se Portugal estaria a tentar controlar a escravatura então abolida por todas as nações a nível mundial um embaixador inglês é fixado em São Tomé. Luís Bernardo vai assim com uma missão quase impossível.
Já em S. Tomé, estabelece então uma relação de respeito com o cônsul inglês, este cônsul enviado das índias para são Tomé por ter acabado de destruir uma carreira politica promissora devido ao seu vicio pelo jogo e como “despromoção” foi-lhe oferecido este cargo pois apesar de tudo era um homem correcto e respeitado, mas Luís Bernardo nunca esperaria se vir a apaixonar pela mulher do mesmo.
O cônsul não conseguia ver Luís Bernardo como um adversário pois gostava bastante dele, não percebia como ele aceitara este cargo de defesa de uma causa que seria bastante árdua de defender.
O personagem vê-se, então, confrontado com a hipocrisia humanística do governo, não do rei, este por saber que a administração era errada queria ter a oportunidade de a modificar, mas por ficar mal visto perante os conselheiros, burguesia e imprensa nada fazia, que apenas o enviaram para o arquipélago para “inglês ver” e não para alterar o modo de administração da ilha. Os ingleses na realidade estavam apenas preocupados com a concorrência que os produtos das colónias portuguesas faziam aos das suas, o seu próprio idealismo e as condições particulares da economia de São Tomé e Príncipe.

## Em televisão
Em 2008, foi produzida pela TVI a série televisiva Equador baseada no livro tendo como protagonistas Filipe Duarte, Maria João Bastos e Marco d'Almeida.

## Acusação de plágio
Um blogue acusa o romance de plágio da obra Cette nuit la liberté (tradução portuguesa: "Esta noite a Liberdade") de Dominique Lapierre e Larry Collins. A obra vem no entanto referida como bibliografia no livro. Os especialistas em literatura consideram que a acusação era injusta, ridícula e sem sentido, porque só no princípio da obra é que pode haver algumas semelhanças. Quanto ao autor, anunciou que iria processar o autor do referido blogue por difamação e acusou-o de se mover apenas por ódio e inveja. Fez uma queixa na procuradoria contra o autor do blogue, que resultou na primeira ordem judicial de encerramento de um blogue, em Portugal. Ganhou a ação contra a revista Focus que divulgou a notícia.